# Барри Кольтс
«Барри Кольтс» (англ. Barrie Colts) — молодёжный хоккейный клуб из города Барри, провинция Онтарио, Канада. Выступает в Хоккейной лиге Онтарио (OHL). Команда «Кольтс» вступила в OHL в 1995 году, а до этого выступала на более низких уровнях юниорского хоккея. В сезоне 1999–00 «Кольтс» выиграли Кубок Джей Росса Робертсона и участвовали в Мемориальном кубке 2000 года.

## Достижения
| OHL Мемориальный кубок Чемпион CHL - 2000: Финалист Кубок Джей Росса Робертсона Чемпион OHL - 2000: Чемпион - 2002: Финалист - 2010: Финалист - 2013: Финалист Бобби Орр Трофи Победитель плей-офф Восточной Конференции - 2000 - 2002 - 2010 - 2013 Гамильтон Спектэйтор Трофи Победители регулярного сезона - 2009-10 Эммс Трофи Победитель Центрального Дивизиона - 1998–99 - 1999–00 - 2006–07 - 2009–10 - 2012–13 - 2014–15 - 2015–16 - 2017-18 | OHA Jr. B Кубок Сазерленда Чемпион среди юниоров категории «B» - 1935 - 1993 Победитель дивизиона Центральный юниор «B» - 1984–85 - 1987–88 - 1988–89 - 1989–90 - 1992–93 |